# 올드 독스
올드 독스(Old Dogs)는 미국에서 제작된 월트 벡커 감독의 2009년 코미디, 가족 영화이다. 존 트라볼타 등이 주연으로 출연하였고 피터 에이브람스 등이 제작에 참여하였다.

## 출연

### 주연
- 존 트라볼타
- 로빈 윌리엄스

### 조연
- 켈리 프레스톤
- 코너 레이번
- 엘라 브류 트라볼타
- 로리 로우린
- 세스 그린
- 베니 맥
- 맷 딜런
- 앤 마그렛
- 리타 윌슨
- 에이미 세다리스
- 사브 시모노
- 케빈 딘-해킷
- 로라 알렌
- 샘 트라볼타
- 마가렛 트라볼타
- 닉 로렌
- 케네스 마하라이
- 마가렛 굿맨
- 제롬 웨인스타인
- 알리 우즈 주니어
- 마이클 인라이트
- 알렉사 하빈스
- 시미즈 키난
- 아키라 타카야마
- 케이트 라시
- 딜런 스프레이베리
- 제이슨 데이비스
- 브렌단 킹
- 크리스틴 앤더슨
- 어린 딕커슨
- 조쉬 코엔

## 제작진
- 미술: 데이비드 그롭먼
- 세트: 엘렌 크리스티안슨
- 의상: 조셉 G. 얼리시
- 배역: 캐슬린 초핀
- 배역: 앤 맥카시
- 배역: 제이 스컬리